# Amata leucacma
Amata leucacma  là một loài bướm đêm thuộc phân họ Arctiinae, họ Erebidae.